# Имджа-Кхола
Имджа-Кхола (непальск. इम्जा खोला) — река в северо-восточной части Непала, приток реки Дудх-Коси, часть системы реки Коси.
Река берёт начало из озера Имджа-Цхо, которое сформировано главным образом водами ледника Имджа. Течёт в юго-западном направлении, протекая через деревню Дингбоче. Ниже принимает приток Лобуче, который берёт начало из ледника Кхумбу и течёт в южном направлении вплоть до впадения в реку Имджа-Кхола. В нижнем течении Имджа течёт на юг и впадает в реку Дудх-Коси в районе деревни Тенгбоче.
Участок реки между деревнями Дингбоче и Тенгбоче является частью треккингового маршрута к базовому лагерю Эвереста. На маршруте, в Пангбоче, на высоте 3900 м, имеется монастырь.